# Stefan Berg (fotograf)
Stefan Berg är fotograf, verksam som pressfotograf på tidningen Göteborgs-Posten. Han är en av tidningens mest erfarna och erkända fotografer. Han fick utmärkelsen Årets bild i två kategorier år 2005, efter sitt arbete i Thailand efter tsunamikatastrofen.
Stefan Berg har arbetat som fotograf på Göteborgs-Posten sedan 1978.